# Emilie Lieberherr
Emilie Lieberherr, née le 14 octobre 1924 à Erstfeld, originaire de Zurich et Nesslau et morte le 3 janvier 2011  à Zollikerberg, est une personnalité politique suisse, membre du parti socialiste.

## Vie et travaux
Active dans la défense du suffrage féminin en Suisse, elle fait partie du comité qui a organisé en 1969 la « Marsch à Berne », en faveur du droit de vote les femmes. Impliquée en 1980 dans le mouvement de protestation Opernhauskrawalle – Züri brännt, elle est ensuite élue à l'exécutif de la ville de Zurich en 1994.
En 2014 ses travaux sont reconnus par la Gesellschaft zu Fraumünster,.